# Liste der Kulturdenkmäler in Meiches
Die folgende Liste enthält die in der Denkmaltopographie ausgewiesenen Kulturdenkmäler auf dem Gebiet des Ortsteils Meiches der Gemeinde Lautertal (Vogelsberg), Vogelsbergkreis, Hessen.
Hinweis: Die Reihenfolge der Denkmäler in dieser Liste orientiert sich an der Anschrift, alternativ ist sie auch nach der Bezeichnung, der vom Landesamt für Denkmalpflege vergebenen Nummer oder der Bauzeit sortierbar.
Kulturdenkmäler werden fortlaufend im Denkmalverzeichnis des Landes Hessen durch das Landesamt für Denkmalpflege Hessen auf Basis des Hessischen Denkmalschutzgesetzes (HDSchG) geführt. Die Schutzwürdigkeit eines Kulturdenkmals hängt nicht von der Eintragung in das Denkmalverzeichnis des Landes Hessen oder der Veröffentlichung in der Denkmaltopographie ab.

Die bisher bekannten Bau- und Kunstdenkmäler hat das Landesamt für Denkmalpflege Hessen in sogenannten Arbeitslisten erfasst. Den Arbeitslisten liegen Erkenntnisse aus Akten, Ortsbegehungen und Denkmalinventaren, jedoch keine neuere systematische Forschung, zugrunde. Die Benehmensherstellung mit der Gemeinde gemäß § 11 Abs. 1 HDSchG ist noch nicht erfolgt.
Das Vorhandensein oder Fehlen eines Objekts in dieser Liste ist keine rechtsverbindliche Auskunft darüber, ob es Kulturdenkmal ist oder nicht: Diese Liste entspricht möglicherweise nicht dem aktuellen Stand der offiziellen Denkmaltopographie. Diese ist für Hessen in den entsprechenden Bänden der Denkmaltopographie Bundesrepublik Deutschland und im Internet unter DenkXweb – Kulturdenkmäler in Hessen einsehbar. Auch diese Quellen sind, obwohl sie durch das Landesamt für Denkmalpflege Hessen aktualisiert werden, nicht immer aktuell, da es im Denkmalbestand immer wieder Änderungen gibt.
Eine verbindliche Auskunft erteilt allein das Landesamt für Denkmalpflege Hessen.
Nutze diese Kartenansicht, um Koordinaten in der Liste zu setzen. In dieser Kartenansicht sind Kulturdenkmale ohne Koordinaten mit einem roten bzw. orangen Marker dargestellt und können in der Karte gesetzt werden. Kulturdenkmale ohne Bild sind mit einem blauen bzw. roten Marker gekennzeichnet, Kulturdenkmale mit Bild mit einem grünen bzw. orangen Marker.
| Bild                             | Bezeichnung                              | Lage                                                            | Beschreibung | Bauzeit                                                                         | Objekt-Nr. |
| -------------------------------- | ---------------------------------------- | --------------------------------------------------------------- | ------------ | ------------------------------------------------------------------------------- | ---------- |
| Bornwiesenweg 2                  |                                          | Bornwiesenweg 2 LageFlur: 1, Flurstück: 131                     |              |                                                                                 | 124051 DDB |
| Bild gesucht BW                  |                                          | Bornwiesenweg 6 LageFlur: 1, Flurstück: 137/1                   |              |                                                                                 | 123981 DDB |
| Sachteil Wandbild                | Dorfgemeinschaftshaus: Sachteil Wandbild | Dirlammer Straße 1 LageFlur: 1, Flurstück: 88/1                 |              |                                                                                 | 123336 DDB |
| Dirlammer Straße 6               |                                          | Dirlammer Straße 6 LageFlur: 1, Flurstück: 79                   |              |                                                                                 | 123337 DDB |
| „Steinerner Tisch“               | „Steinerner Tisch“                       | Dirlammer Straße (neben Nummer 10) LageFlur: 1, Flurstück: 83/2 |              |                                                                                 | 124052 DDB |
| Helpershainer Straße 4           |                                          | Helpershainer Straße 4 LageFlur: 1, Flurstück: 104/1            |              |                                                                                 | 123338 DDB |
| Backhaus                         | Backhaus                                 | Im Höfchen 2 LageFlur: 1, Flurstück: 88/2                       |              |                                                                                 | 123334 DDB |
| Im Höfchen 3                     |                                          | Im Höfchen 3 LageFlur: 1, Flurstück: 89                         |              |                                                                                 | 123339 DDB |
| Im Höfchen 4                     |                                          | Im Höfchen 4 LageFlur: 1, Flurstück: 89                         |              |                                                                                 | 124425 DDB |
| weitere Bilder                   | Evangelische Kirche                      | Im Höfchen 5 LageFlur: 1, Flurstück: 92                         |              |                                                                                 | 123329 DDB |
| Im Höfchen 6/8                   |                                          | Im Höfchen 6/8 LageFlur: 1, Flurstück: 85/1, 85/2               |              |                                                                                 | 123330 DDB |
| Ehemaliges Pfarrhaus             | Ehemaliges Pfarrhaus                     | Im Höfchen 7 LageFlur: 1, Flurstück: 93/5                       |              |                                                                                 | 122905 DDB |
| Backhaus                         | Backhaus                                 | In der Appenstruth 4 LageFlur: 1, Flurstück: 11/1               |              |                                                                                 | 123331 DDB |
| In der Ecke 2                    |                                          | In der Ecke 2 LageFlur: 1, Flurstück: 94/3                      |              |                                                                                 | 123340 DDB |
| Köddinger Straße 1               |                                          | Köddinger Straße 1 LageFlur: 1, Flurstück: 150/3                |              |                                                                                 | 124354 DDB |
| Ehemalige Schule                 | Ehemalige Schule                         | Storndorfer Straße 2 LageFlur: 1, Flurstück: 128/3              |              |                                                                                 | 123332 DDB |
| Storndorfer Straße 12            |                                          | Storndorfer Straße 12 LageFlur: 1, Flurstück: 143               |              |                                                                                 | 123341 DDB |
| Ansicht Haus · Sachteil: Haustür | Sachteil: Haustür                        | Storndorfer Straße 13 LageFlur: 1, Flurstück: 52/1              |              |                                                                                 | 124054 DDB |
| Storndorfer Straße 18            |                                          | Storndorfer Straße 18 LageFlur: 1, Flurstück: 152/1             |              |                                                                                 | 123343 DDB |
| Storndorfer Straße 28            |                                          | Storndorfer Straße 28 LageFlur: 1, Flurstück: 159/1             |              |                                                                                 | 124355 DDB |
| Storndorfer Straße 30            |                                          | Storndorfer Straße 30 LageFlur: 1, Flurstück: 166               |              |                                                                                 | 123342 DDB |
| weitere Bilder                   | Sachgesamtheit Totenkirche und Friedhof  | Totenkirchenweg LageFlur: 6, Flurstück: 26/1                    |              | Um 1500, Inschrift am Westportal wohl „1501“, Fenster und Tür im Osten von 1729 | 123333 DDB |
| Totenkirchenweg 1                |                                          | Totenkirchenweg 1 LageFlur: 1, Flurstück: 105                   |              |                                                                                 | 124053 DDB |
| Bild gesucht BW                  | Wasserwerk                               | Vor dem Thor LageFlur: 5, Flurstück: 98/1                       |              |                                                                                 | 123335 DDB |